# Consonne fricative pharyngale voisée
La consonne fricative pharyngale voisée est un son consonantique assez peu fréquent dans les langues parlées. Le symbole dans l'alphabet phonétique international est [ʕ].
Quoique toujours placée dans les fricatives, cette consonne peut parfois être considérée comme une spirante, et écrite [ʕ̞]. Toutefois la distinction entre fricatives et spirantes ne s'applique pas à ce point d'articulation.

## Caractéristiques
Voici les caractéristiques de la consonne fricative pharyngale voisée.
- Son mode d'articulation est fricatif, ce qui signifie qu’elle est produite en contractant l'air à travers une voie étroite au point d’articulation, causant de la turbulence.
- Son point d'articulation est pharyngal, ce qui signifie qu'elle est articulée avec la racine de la langue contre le pharynx.
- Sa phonation est voisée, ce qui signifie que les cordes vocales vibrent lors de l’articulation.
- C'est une consonne orale, ce qui signifie que l'air ne s’échappe que par la bouche.
- Parce qu'elle est prononcée dans la gorge, sans un organe à l'intérieur de la bouche, la dichotomie central/latéral ne s'applique pas.
- Son mécanisme de courant d'air est égressif pulmonaire, ce qui signifie qu'elle est articulée en poussant l'air par les poumons et à travers le chenal vocatoire, plutôt que par la glotte ou la bouche.

## En français
Le français ne possède pas le [ʕ].

## Autres langues
L'arabe possède cette consonne, ‹ ع › (ʿAyn), de même que l'hébreu classique, ‹ ע › (ʿAyin), et le berbère, ‹ ⵄ › (yaʿ).
| Langues | Exemples        | Prononciations | Sens                 | Notes                      |
| ------- | --------------- | -------------- | -------------------- | -------------------------- |
| ʻale    | qandhe (ʕandhe) | [ʕandhe]       | eau                  |                            |
| arabe   | العربية         | [alʕaraˈbijːa] | l’arabe              |                            |
| hébreu  | עִבְרִית           | [ʕivˈrit]      | hébreu               | [ivˈʁit] en hébreu moderne |
| iraqw   | na/aay          | [naʕaːj]       | enfant               |                            |
| kabyle  | ɛemmi           | [ʕəmːi]        | mon oncle (paternel) |                            |
| pilagá  | yaʕata          | [ jaʕata]      | mon doigt            |                            |
| somali  | cunto 𐒋𐒚𐒒𐒂𐒙     | [ʕunto]        | nourriture           |                            |